# 중세의 우주론
우주론의 역사 중 중세의 서양에서는 과거의 천동설을 수정하여 현대 우주론의 기반이 되는 변화가 일어났다. 니콜라우스 코페르니쿠스, 튀코 브라헤, 요하네스 케플러, 갈릴레오 갈릴레이, 아이작 뉴턴을 거치며 과거의 지구가 우주의 중심이고 하늘이 지구를 중심으로 돌고 있다는 천동설에서 지구가 태양을 중심으로 돌고 있다는 지동설로 변화하게 된다.

## 우주론의 학문적 의미
우주론(宇宙論, Cosmology,그리스어:κοσμολογ?α)이란 우주의 구조 및 그 원리를 설명하는 학문이며 우주의 탄생, 구조, 진화, 미래 그리고 그를 설명하는 법칙들을 다루고 있다. 현대 우주론은 관측 천문학과 입자 물리학에 기반을 둔 대폭발 이론에 기반을 두고 있다. 우주론이라는 단어는 최근에 (1730년 Christian Wolff의 Cosmologia Generalis에서 최초로 언급이 되었다.) 사용되었지만 우주의 구조를 이해하려는 연구는 과거에서부터 시작하였으며 과학, 철학, 종교, 형이상학과 연관이 되어있다. 우주론은 우주의 최초 탄생을 연구하는 학문인 우주 생성론(cosmogony)과 우주의 구조를 연구하는 우주 구조학(cosmography)과 연관이 되어있다.

## 중세 이전의 우주론

### 고대 인도의 우주론
고대 인도에서도 천문학이 다양하게 발전하였는데 그 중 쿠수마푸라 출신의 아리아바타가 있었다. 그는 프톨레마이오스보다 후대에 태어났지만, 규칙적인 원운동에 바탕을 두고 있는 그의 행성 이론은 프톨레마이오스 이전 고대 그리스의 천문학 개념에서 발달된 듯 하다. 그리고 그는 천체의 움직임에 관한 이론을 세웠다. 해의 경우 카크시아만달라라는 황도면에 위치하며 지구를 중심으로 하는 원을 평균태양이 일정한 속도로 움직이고 있다. 이때 해는 평균태양이 운반하는 주전원을 궤도로 한다. 이 이론은 히파르코스의 이론 주전원의 비율이 다르다는 점을 제외하면 일치한다. 달에 대해서도 해의 움직임을 설명하는 원리와 같은 원리이지만 달의 주전원은 상대적으로 크다. 행성의 움직임을 설명할 때도 마찬가지로 주전원의 개념이 도입된다. 이로써 설명하기 힘든 불규칙성을 설명하기 위해서 그는 고대 그리스에서 이퀀트의 개념을 도입하기 전에 활용된 이심원과 주전원 이론과 비슷한 이론을 사용하였다. 아리아바타는 지구가 회전하고 있다고 믿었으며 그의 천문학 체계에서는 행성들의 기본적인 주기가 해에 상대적이라는 점으로부터 해가 지구 돌레를 도는 것이 아니라 지구가 해 둘레를 돈다는 지동설의 기본적인 이론의 가능성이 보였다.

### 고대 중국의 우주론
중국에서는 전체적으로 천문학에 대한 연구가 많았다. 그들은 천구를 28개로 분할하여 그 부분에 따라서 별자리의 이름을 붙이고 역법, 황도 경사각, 그리고 정교한 수학에 기반하여 천체들의 움직임을 분석하기도 하였고 그와 관련된 많은 기록들이 있다. 이러한 공식적인 천문학 말고도 중국인들은 우주의 구조에 대한 특별한 이론을 가지고 있었다.

#### 개천설
개천설은 지평천평설의 가장 대표적인 예시이다. 지평천평설이란 하늘과 땅이 평행하며 평평하게 펼쳐져 있다는 우주론이다. 이는 기원전 2,3 세기의 것으로 보이는 주비산경에 상세하게 나오는데 개천설이란 하늘은 삿갓모양으로 되어 있어 지상 80 만 리의 위에서 덮고 있으며, 북극 부분이 갓의 중심이 된다는 우주관이다. 그리고 지구의 반지름은 225,000리이며 하늘의 반지름은 305,000리라고 했다. 이 때 하늘의 해와 천체들은 북극을 중심으로 하여 원 위로 움직인다고 생각하고, 밤낮은 태양까지의 거리에 의해서 결정된다고 한다. 그리고 이 시대에 하늘의 움직임을 측정하던 방법은 그노몬이라는 8 척의 막대기를 사용하여 태양의 그림자로 측정였다. 이로부터 그림자의 길이가 한 치 달라질 때 그 사이 거리를 남북으로 잴 시 천리가 달라진다는 가정 또한 사용되었다.

#### 혼천설
혼천설이란 땅은 지평으로 간주되고 하늘이 구로 가정된 것이 조합하여 중국인이 만든 지평천구설이다. 이 때 지평천구설은 각도를 재는 도구가 만들어진 후 각도로써 하늘을 측정하게 되면서 하늘을 구로 가정하게 되었다. 혼철설의 기원은 기원전 100년까지 올라가는데 그 이론에서는 천지를 계란에 비유하여 하늘은 밖에서 난황에 해당하는 땅을 싸고 있고 일주운동을 하고 알껍질의 표면에는 끝이 없다고 한다.이 이론은 한나라 말엽까지 인정을 받았는데 지도에서 땅을 평평하게 그린 것으로 보아 이 우주론이 천문학과 지리학 쪽으로 완전히 수용된 것이 아닌 것으로 보인다. 하지만 혼천설은 개천설 보다는 진보된 천동설이라고 할 수 있으며 일본에도 영향을 끼쳐 에도시대까지 행해졌다.

#### 선야설
이 이론에 의하면 해, 달, 별들은 응축된 기운으로 이루어져 있는 물체이며 기운이 응축된 형태이기 때문에 빈 공간 속을 자유롭게 움직일수 있다고 한다.
개천설, 선야설, 혼천설 중 선야설은 후한 때에 사라졌으며 개천설은 많은 결함들이 발견되었다. 혼천설만이 진리에 가까운 이론이었기 때문에 왕조의 천문학자들의 관측기구는 혼천설에 맞추어 졌으며 이 관측 기구들의 사용법은 수백 세대 동안 변하지 않았을 듯하다. 그리고 개천설과 선야설에 반대하는 입장들이 존재하였으며 그에 대한 언급이 있다.
16세기 말에 서구에서 중국에 온 선교사들이 중국에 지구의 크기, 모양, 행성과 달의 위치등을 전해주었고 프톨레마이오스의 천문학 체계를 가르쳐 주었다. 이 때 중국에 온 선교사들 중 한 사람이였던  마테오 리치(Matteo Ricci)는 이렇게 기록하였다. "중국인들은 천구는 10개가 아니라 1개라고 생각했고, 별들은 하늘에 붙어 있지 않고 텅 빈 공간 속을 움직인다고 생각했고, 서구인들이 공기로 차 있다고 믿는 외계의 공간은 텅 비어 있다고 생각했다." 그 당시에는 중국의 우주론의 일부는 선교사들의 비웃음을 샀지만 선교사들이 가지고 있던 우주론 보다 정확했다는 점에서 아이러니를 볼 수 있다.

### 고대 바빌로니아의 천문학
고대 바빌로니아의 천문학은 물-아핀 점토판에 기록이 되어 있다. 그 기록에는 별들을 기록한 광범위하 목록과 그 별들이 해뜰녘 뜨기를 하는 날짜 어느 한별이 뜰 때 또 다른 별이 지는 식으로 서로 반대 방향에 위치하는 각 별들의 목록, 남중하는 별들의 목록, 달이 지나는 길에 있는 별과 별자리의 목록, 여러 날들에 대한 밤의 길이, 표준적인 그노몬의 그림자가 특정한 길이를 가질 때 알려주는 표 등 다양한 천문학적 분석이 기록되어 있다. 바빌로니아 인들은 두가지 수리 천문학 체계를 가지고 있었으며 이들은 달과 행성들의 불규칙적인 운동을 설명하려는 시도를 하였다. 그들의 천문체계에 의하면 황도라는 작은 원은 빠른 원호와 느린 원호로 나뉘는데 이는 현상들이 해의 움직임과 관련이 있어서이다. 결국 행성들이 공전을 할 때 황도에서 빠른 원호와 느린 원호를 돌아가며 이 때 돌아가는 속도 또한 계산하려고 하였다. 또한 이들은 사로스 주기를 구하려고 노력하였으며 이는 달의 크기에 따른 속도 차이에 의해서 계산하기 어려웠던 한 달의 길이를 더 쉽게 계산하기 위해서였다.

### 고대 그리스의 우주론
- 유독수스 – 천재적인 수학자이며 별들이 구면에 고정되어 있으며 해, 달, 수성, 금성, 화성, 목성, 토성 또한 각각의 구면에 고정되어 있다는 이론을 제안하였다. 이는 멀리 떨어진 천체에서 일어나는 변화를 다루지 않고 그들까지의 거리를 측정할 수 없는 이상 천체들은 같은 거리만큼 떨어져 있는 구면에 고정되어있다고 가정할 수 밖에 없기 때문이다. 이로부터 그는 별들의 구면은 일정한 속도로 회전하고 구면 연동장치를 고안하여 여러 행성들의 움직이는 특징을 구현할 수 있었다. .[6]
- 아리스토텔레스(Aristotle) – 유독두스는 천문체계에서의 천구의 움직임들을 결합시키기 위한 하나의 체계로 사용하여 천구들을 실제로 존재하는 것으로 여기지는 않았지만 아리스토텔레스는 천구들이 실제로 존재한다고 가정했다. 그는 천구의 가장 바깥인 토성이 돌아다니는 천구들을 통합시켰는데 다른 행성과 같은 길에 놓였다. 이 때문에 그는 하나의 천구들을 더 추가했어야 했다. 또 그는 무거운 물체들이 지구의 중심으로 떨어지는 것을 본 후 이 성질이 유지되기 위해서 우주의 중심에 지구가 있어야 한다고 주장하였다. 또 그는 지구가 움직이지 않는다는 것을 증명하기 위해서 노력을 하였는데 이 때 그는 천문학적이나 지리학적이 아닌 철학적이나 신학적으로 다루어야 했다.[7]
- 헤라이클레이데스(Heracleides) – 헤라이클레이데스는 처음으로 하늘이 고정되어 있다고 생각한 사람이었다. 심플리쿠스는 헤라클레이토스에 대해서 다음과 같이 언급했다고 한다. “그는 지구는 우주의 중심에 있고, 하늘은 움직이지 않는 반면 지구는 둥글게 움직인다고 하였고 이 이론으로 현상들을 설명해 줄 수 있을 것으로 믿었다.”[8]
- 아리스타르코스(Aristarchos) - 지구의 움직임에 대한 이론 말고도 아리스타르코스는 전문적인 천문학 저서인 해와 달의 크기와 거리에 대하여(Peri megethon kai apostematon heliou kai selenes)를 썼다. 그는 저작에서 6개의 가정으로 출발한다. 이때 이 가정은 '달은 해에서 자신의 빛을 얻는다', '지구는 달 구면의 중심부에 있다달이 절반의 형태로 나타날 때 빛을 받지 않는 부분과 달리 빛을 받는 부분으로 나뉘는 커다란 동그라미는 우리의 눈 쪽으로 향해있다.달이 절반의 형태로 나타날 때 해와의 각거리는 1 직각보다 작은 1/30 직각이 된다.지구 그림자의 넓이는 달 그림자의 넓이보다 2배이다.육안으로 보이는 달의 크기는 황도 12 궁의 한 궁의 1/15이다'. 이러한 공리를 가지고 연역의 방식으로 세 가지 결과를 얻어 낸다. 먼저 해까지의 거리는 달까지의 거리보다 18 내지 20배이다. 해의 지름은 달의 지름과 거의 비슷한 비율을 가지고 있다. 해의 지름은 지구의 지름보다 6.3 내지 7.2배 정도 더 크다.[9]

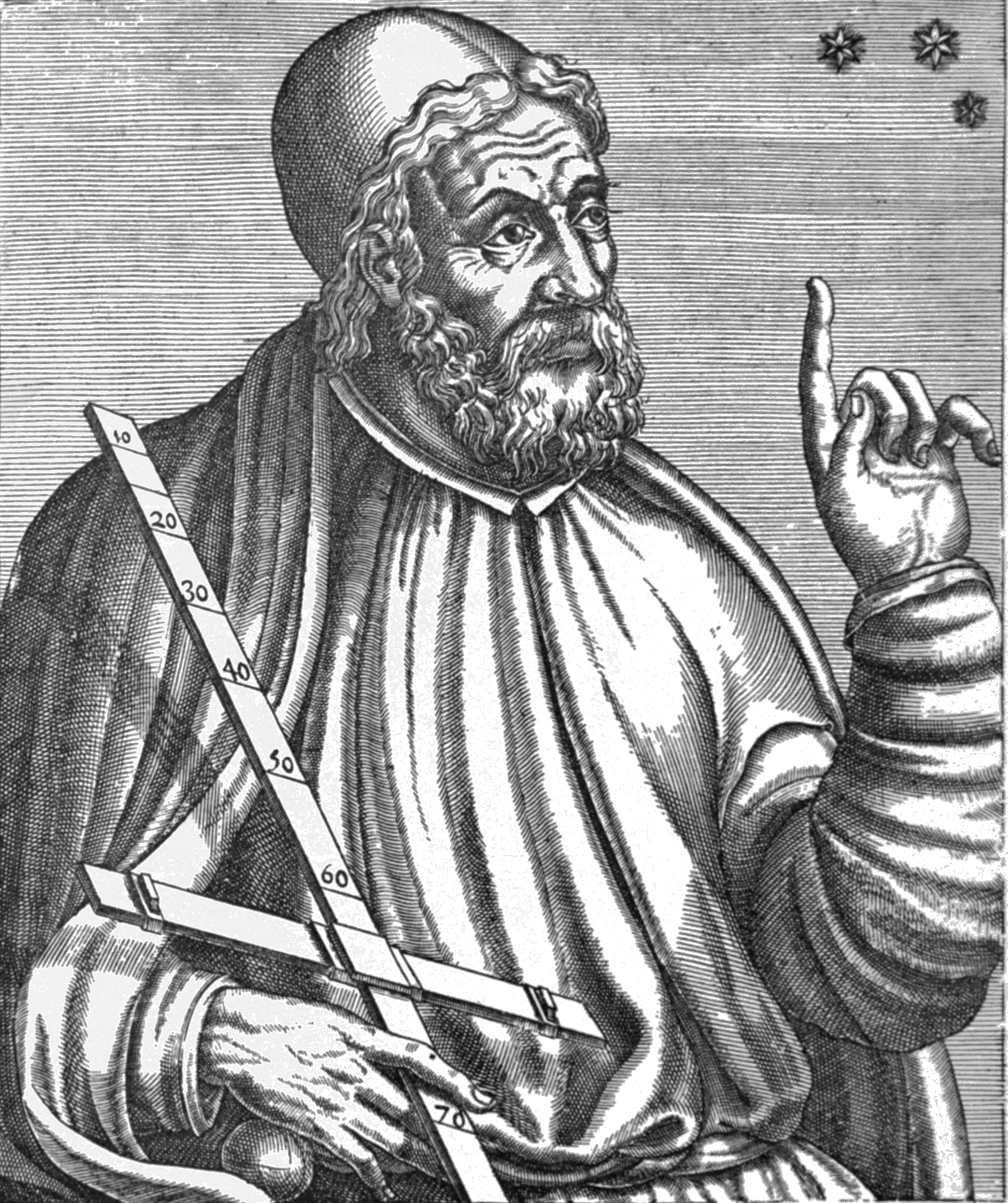
프톨레마이오스, 알마게스트를 저술하였다.

- 히파르코스(Hipparchos) - 그는 기하학적 해석으로부터의 정확한 수치를 조직화하고 그가 거론한 많은 수학적 수치들은 바빌로니아인들에 의해 활용되었던 것과 유사하다. 또 그는 어떠한 별의 목록을 작성한 듯 하며 디오프트라(dioptra)를 이용하여 해의 겉보기 지름을 구하려고 했고 이로부터 지구와 태양 사이의 거리를 유추하였다.  그는 또 달은 주전원의 둘레를 시계방향으로 돈다고 하면서 회전율이 위도주기마다 한 번씩 올라갔다가 내려가게 하였다. 그는 식이 있었을 때 스피카와 달 사이의 각도를 알아냈는데 이가 150년 전 티모카리스(Timocharis)와 다른 것을 알게 되었다. 그래서 그는 그의 논문 지점과 분점의 세차운동에 관하여(Peri tes metabaseios ton tropikon kai isemerinon semeion)에서 찬구가 적도와 황도로 이루어져 있는 틀에 상대적으로 움직이며 황극을 중심으로 회전한다는 세차운동에 대해서 설명하였다.[10]
- 프톨레마이오스(Ptolemy) - 그는 고대 천문학 개괄서인 알마게스트(Almagest)를 저술하였다. 그는 알마게스트(Almagest)에서 행성 이론을 제시하였으며 이 때 행성 이론은 각거리를 재는 방식으로 관측되었다. 또 그는 행성들을 독립적으로 취급하여 목성의 주전원과 토성의 주전원의 크기 비율을 논하지 않았다. 또한 그는 달이 지구에 가장 가까이 있으며 수성, 금성, 해, 화성, 토성, 순서로 배치되어 있다는 가설과 다른 천체의 영역 속으로 파고들어가는 천체는 없으며 두 천체 사이에 쓸데없는 공간은 없다는 가설을 세웠다. 그리고 행서의 겉보기 지름 관측 자료를 토대로 행성들의 크기를 계산해냈으며 별과 행성을 보기위한 태양의 최대 고도를 계산하기도 하였다. 2권에서는 행성들의 움직임에 대한 고찰을 주로 했는데 그는 모든 행성들의 주전원은 내부 천구면과 외부 천구면 사이에서 움직인다고 하였다.[11]

## 중세의 우주론

### 코페르니쿠스의 우주모델
고대의 철학자들이 제안한 지구가 우주의 중심이고 다른 천체들이 천구에 박힌 체로 지구를 중심으로 돌아간다는 이론, 즉 천동설은 오랜 세월 동안 믿어졌다. 하지만 코페르니쿠스는 이를 부정하고 지구가 스스로 자전하고 있으며 이로 인해 별들이 지구를 중심으로 도는 것처럼 보인다는 것과 지구가 태양을 중심으로 1년을 주기로 하여 돌며 태양은 고정되어 있다는 주장을 하였다. 여기에서 코페르니쿠스는 자신의 우주모델을 수학적이거나 관측 자료로부터 도출해낸 것이 아니다. 그는 새로운 수학적 분석을 하지 않았을 뿐만 아니라 전통적인 수학 방법을 택하였으며 그의 책에는 관측 결과가 27번 밖에 없었다. 과거의 우주론과 코페르니쿠스가 주장하는 우주론은 수학적인 분석을 통해서는 무엇이 옳은 이론인지 판가름 할 수가 없다고 한다. 이 때문에 당시의 학자들도 두 이론을 구별할 때 우아함에 의존하기도 하였다. 즉 그는 실험을 하지 않고 천문 관측을 거의 하지 않았다는 점에서 근대 과학자보다 고대 그리스 철학자와 비슷한 성향을 나타내고 있다. 그리고 그는 ‘’천구의 회전에 관하여(De revolutionibus)’’에서 그의 우주모델을 정리하여 출판하였다.

#### 천구의 회전에 관하여
코페르니쿠스는 천구의 회전에 관하여를 출판하면서 책에서 우주 모델을 다음과 같이 기술하였다.
- 우주는 가장 완벽한 도형인 구이며 이는 증가하거나 없어지지 않는다.
- 지구 역시 구이다. 이는 모든 방향에서 지구의 중심으로 힘이 작용하기 때문이며 산과 계곡 때문에 완벽한 구형을 이루지는 않는다. 하지만 북쪽으로 향할 때 북극 방향의 물체는 점차적으로 올라오고 남극 방향의 물체는 점차적으로 낮아지는 것으로부터 지구가 구형임을 알 수 있다.

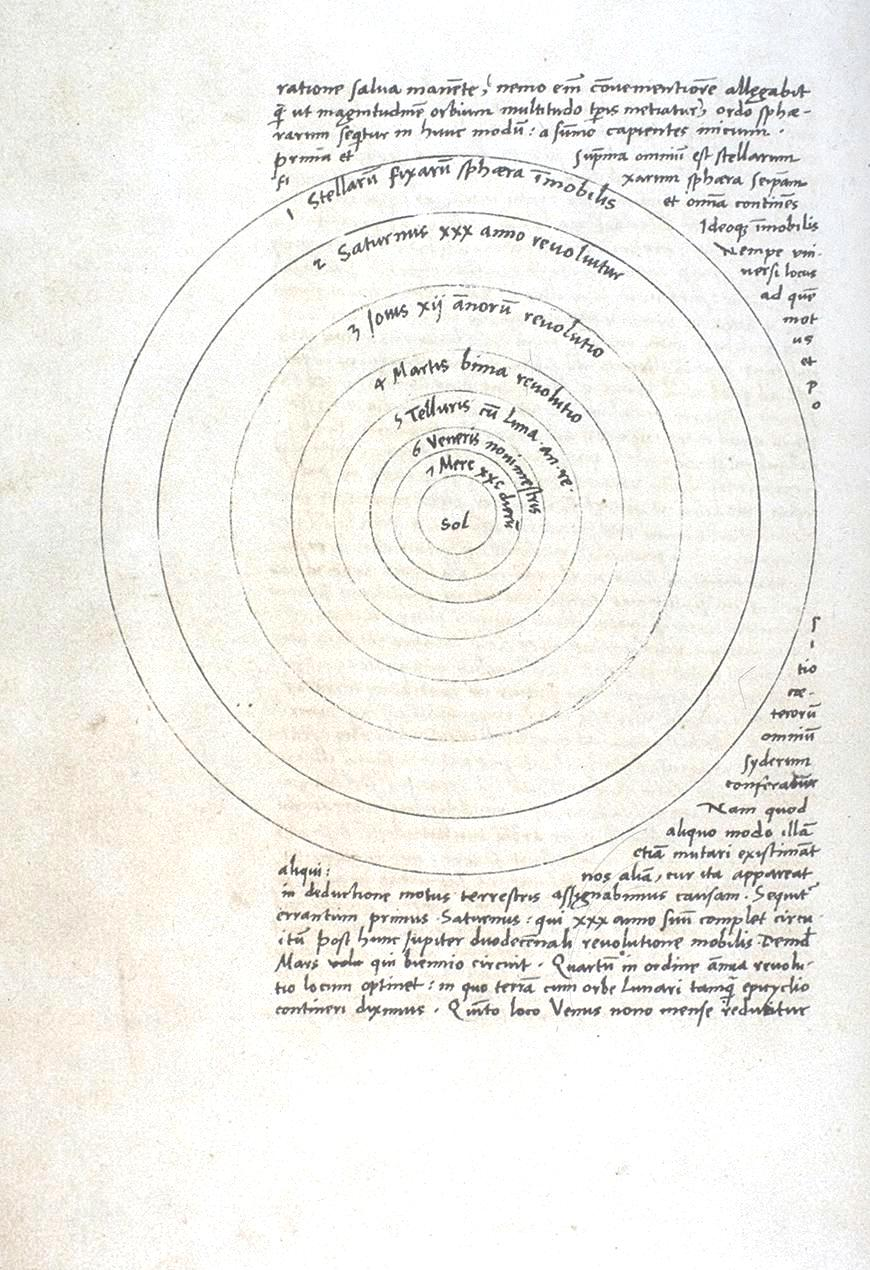
코페르니쿠스의 우주모델에서 천체들의 배치

- 땅과 물은 동일한 중심을 향해서 끌려간다. 또한 이전에 지구의 형태에 관한 많은 이론이 있었다. 지구가 납작하다던 엠페도클레스와 아낙시메네스, 드럼 형태라고 하였던 레우시푸스 등 많은 철학자들이 지구의 형태를 유추하였지만 월식에서 달의 표면의 지구그림자는 원형이다. 즉 물을 포함한 지구는 구형이다.
- 지구를 제외한 모든 천체들은 동에서 서로 움직이는 운동을 하며 태양과 달과 같은 천체들은 속도가 일정하지 않은 운동을 하며 행성의 경우 역행을 하기도 한다. 이를 설명하기 위해서 여러 궤도를 합하여 설명하려고 하였으나 천체가 일정하지 않은 속도로 궤도를 돌 수 없기 때문에 불가능하다. 이로부터 알 수 있는 사실은 바로 균일한 운동이 우리에게느 비균일하게 보인다는 것이다.
- 외부에서 일어난 일을 외부에서 볼 때와 움직이는 지구에서 볼 때 현상은 같은나 방향이 반대가 된다. 즉 우주가 움직이지 않고 지구가 하루를 주기로 서쪽에서 동쪽으로 자전을 한다면 상대적인 운동에 의해서 지구에서 관측되는 천체들은 동쪽에서 서쪽으로 뜨고 지는 것으로 관측될 것이다.
- 과거에 지구가 중심에 있는 것을 설명하기 위해서 돌고있는 천구에서 가장 느린 곳, 즉 지구가 우주의 중심이라고 하였으나 이는 문제가 있다. 천구에서 극과 가까운 큰곰자리는 다른 별자리에 비해서 느리게 움지이며 이는 구체에서의 운동이기 때문에 일어난다. 지구의 운동이 느린 이유는 지구가 다른 천체들과 마찬가지로 천구를 돌고 있는데 중심과 가까워 느리게 가는 것이다.
- 관측 자료들과 공전 주기들로부터 행성과 다른 천체들에 대해서 배치를 한다면 우주의 중심에는 태양이 있다. 그를 중심으로 태양에 가까운 천체순으로 80 일을 주기로 수성이 공전하고 9 달동안 금성이 공전하고 지구가 공전하고 화성이 2년을 주기로 공전하고 목성이 12년 주기로 공전하고 토성이 30년 주기로 공전한다. 그리고 토성 뒬는 천체에 별들이 고정되어 있는 구조를 가진다.

이 책에서 알 수 있듯이 코페르니쿠스는 고대 철학자들이 주장하였고 믿어져왔던 천동설, 즉 지구가 우주의 중심이며 다른 천체들은 천구에 박힌 채로 지구를 돌고있다는 이론을 부정하고 지구가 태양의 주위를 공전하며 태양이 우주의 중심에 있다고 하는 이론을 주장했으며, 이를 논할 때 관측 자료에 근거한 이론은 적었고 오히려 우아함에 의존한 이론 위주였다.

### 튀코 브라헤의 우주모델

#### 튀코의 우주모델의 배경

##### 튀코의 초신성 발견

연주시차는 지구가 태양 주위를 공전하면서 별의 위치가 바뀌어서 생기는 각도로, 지구 공전 궤도의 양끝에서 항성에 그은 두 직선이 이루는 각의 1/2이다.

```
 튀코는 
카시오페이아 자리
를 이루는 다섯 개의 별 이외의 더 밝은 별 하나가 있는 것을 발견하였다. 당시에는 천상이 완벽하여 별들이 수정구에 고정된 채 영원히 빛을 내뿜는다고 믿었기 때문에 이는 매우 큰 충격이었다. 만약 이것이 새로운 별임을 밝힌다면 이는 천상의 완벽함을 깨는 것으로 사회에 엄청난 파장을 불러올 것임이 틀림없었다. 이를 확인하기 위해서 튀코는 만약 이것이 
혜성
과 같이 작은 천체라면 시간에 따라 위치가 변할 것이고 별이라면 고정되어 있을 것이라고 생각하여 막 제작을 끝낸 
육분의
를 가지고 그 별의 위치를 집중적으로 관측했다.
```

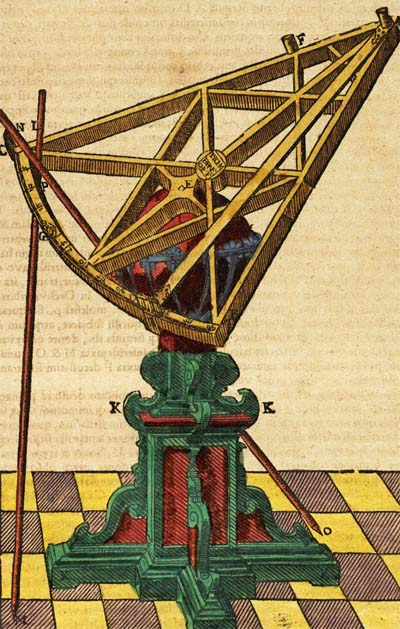
튀코의 육분의의 구조

 그 별은 18개월 동안 어떤 움직임도 보이지 않으며 그 자리에 머물렀고 처음에는 너무 밝아 낮에도 관측가능했지만 1572년부터는 차차 희미해졌다. 튀코는 이 현상을 독자적으로 분석하여 1573년 소책자, 새로운 별(De Nova Stella)를 출판하였다. (여기에서 신성(nova)라는 천문학 용어를 얻었다.) 또, 튀코는 시차 변화의 흔적이 없는지 살펴보려는 목적으로 그 별을 집중적으로 연구하였는데 그의 훌륭한 장비와 뛰어난 관찰능력 (별의 위치를 측정하는데 있어서 약 ±40″의 오차만을 보였다. ) 에도 불구하고 당시 기술로는 시차의 증거를 전혀 발견할 수 없었고 따라서 그로서는 지구가 고정되어 있고 별들이 천구에 박힌 채 지구 둘레를 돌고 있다는 사실을 부정할 어떤 이유도 없었다. 

##### 튀코의 혜성 관측
튀코는 혜성의 출1577년 밝은 혜성을 발견하고 그 움직임을 면밀하게 분석하던 현이 달과 지구 사이의 대기에서 일어나느 지엽적 현상이 아니며 행성들 의 궤도를 가로질러 여행한다는 사실을 밝혀냈다. 하지만 과거의 개념에 의하면 행성들은 수정구 위에 박힌 채로 지구를 중심으로 돌며 이 수정구 사이를 이동할 수는 없다고 하였다. 하지만 튀코가 발견한 혜성은 이러한 수정구들이 있는 곳을 가로질러 갔기 때문에 튀코는 혜성이 수정구가 있다고 가정되어 있는 지점들을 가로 질러 날아오므로 천상의 오래된 관념, 수정구의 개념을 깨뜨렸다.

#### 튀코의 우주모델의 설립
튀코 브라헤는 1587년과 1588년에 두 권으로 이루어진 새로운 천문학 입문(Astronomiae Instauratae Progymnasmata)를 출판하였다. 

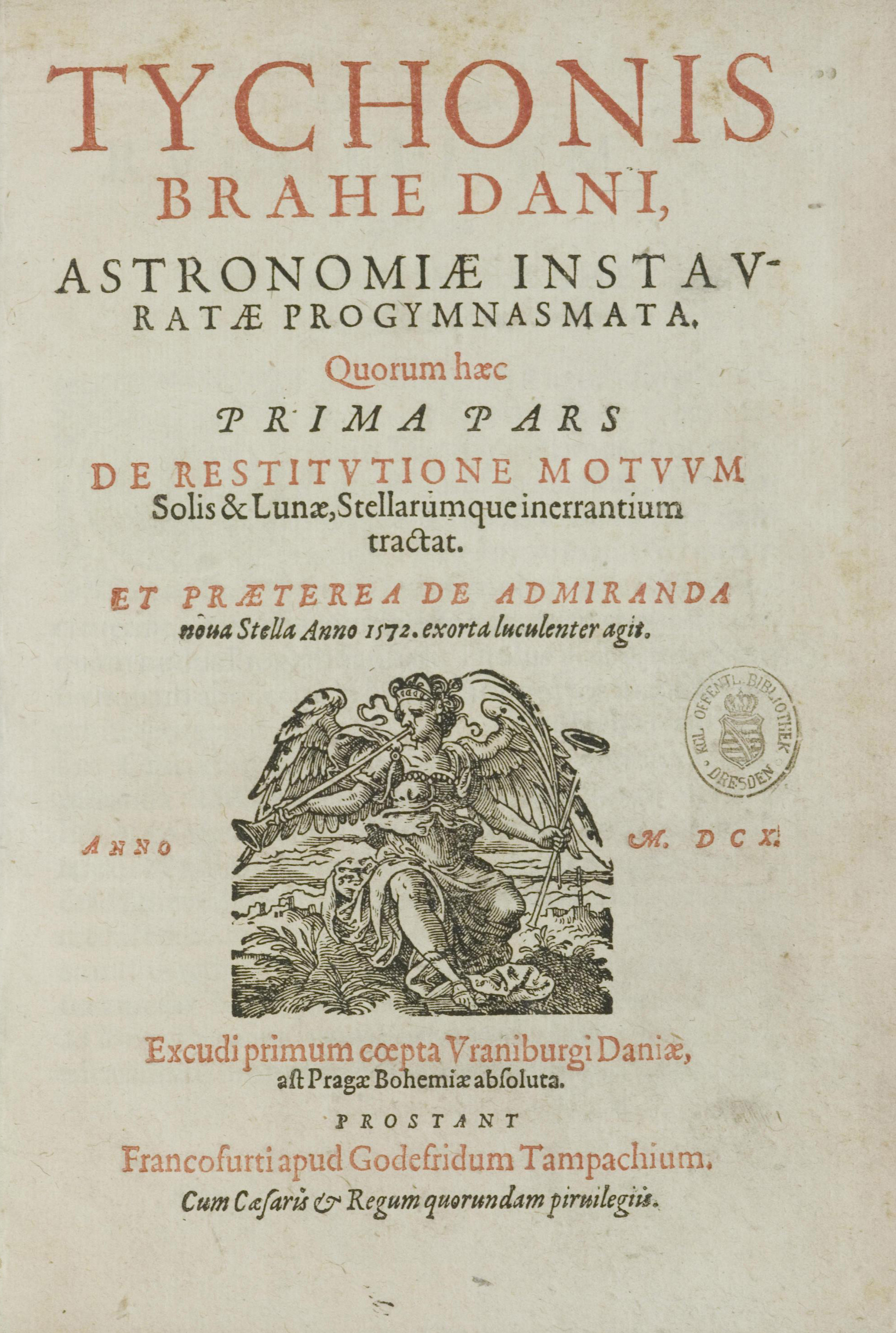
새로운 천문학 입문(Astronomiae Instauratae Progymnasmata)

 튀코 브라헤는 이 책에서 프톨레마이오스 체계와 코페르니쿠스 체계 사이에서 일종의 타협을 시도하는 절충설을 제시하였다. 그는 코페르니쿠스의 우주모델에 관하여 다음과 같이 세 가지의 큰 이유를 들어 비판하였다.
(1) 물리적 법칙에 어긋난다.
(2) 연주시차를 요구한다.
(3) 성서에 위반된다.

그는 그는 지구가 움직인다는 주장을 '물리적 어리석음'이라 폄하하였는데 만약 지구가 움직이고 있다면 높은 탑에서 떨어뜨린 돌이 떨어지는 동안 지구가 움직이는 까닭에 탑의 한 귀퉁이가 아니라 그보다 먼 곳에 떨어질 것이라 확신하였기 때문이다.(이는 그의 전근대적인 면을 보여준다.) 또한, 그가 초신성을 연구할 때에 당시 기술로 연주시차를 관측할 수 없었기 때문에 지구가 움직이는 것은 틀리다고 주장하였다. 그러나 또한, 그는 코페르니쿠스의 우주모델이 수학적으로 어떤 결함도 없기 때문에 그 모델에 대해 애착을 가졌고 연주시차가 관측되지 않는다는 것을 코페르니쿠스의 이론으로 설명하기 위해서 별들이 토성보다 훨씬 더 멀리 위치해있어야 한다고 주장하였다. 이에 따라 그는 지구가 우주의 중심이고 이를 고정점으로 하여 태양, 달, 다른 행성들이 돈다는 이론인 프톨레마이오스 체제도 아니고 태양을 중심으로 지구와 다른 행성들이 돌고 있다는 코페르니쿠스 체제도 아닌 타협안을 제시하였다. 

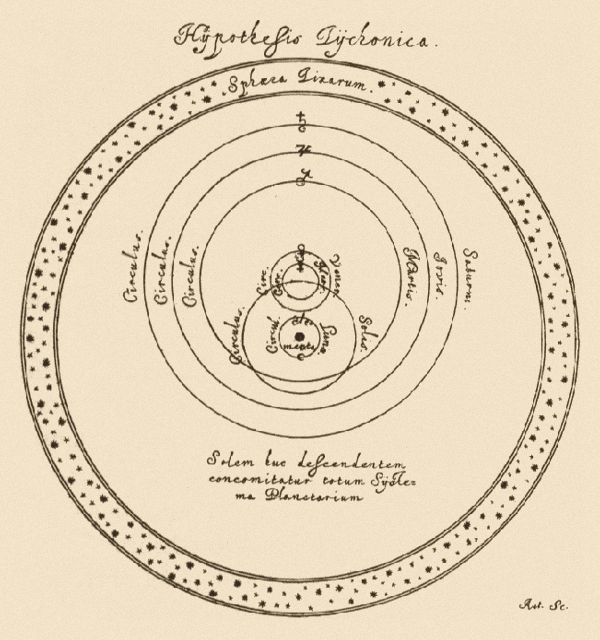
튀코의 우주모델

튀코 브라헤가 주장한 절충설은 지구가 우주 중심에 고정되어 있으며, 태양, 달, 고정된 별들이 지구 주위를 돌고 있다는 것으로 태양 그 자체는 다섯 행성들의 궤도 중심에 위치하고 있는데 수성과 금성은 지구를 중심으로 돌고 있는 태양의 궤도 안쪽에서 돌고 있고, 화성, 목성, 토성은 태양을 중심으로 돌고 있지만 그들의 궤도 안에 태양과 지구가 모두 포함되어 있다. 이 체계에서는 프톨레마이오스 체계에서 제시되었던 소원과 이심이 제거되었고, 태양의 움직임이 행성들의 움직임과 뒤섞이는 이유를 설명할 수 있었다. 더욱이, 프톨레마이오스의 천동설로는 설명할 수 없었던 보름달보다 큰 내행성의 위상을 해결할 수 있었다. 또한, 태양, 지구, 행성의 위치가 다르게 배열됨에도 불구하고 프톨레마이오스와 튀코의 체계는 외행성의 운동에 관하여 일치하는 결론을 갖는다.

튀코는 지동설을 '물리적 어리석음'이라 폄하하기도 하였지만 행성의 궤도를 수정구와 같이 물리적 실체와 관련짔지 않고 행성의 운동을 보여주는 기하학적 관련성에 결부시켰다.

### 요하네스 케플러의 우주모델

#### 케플러의 우주모델의 배경
케플러는 좋지 못한 시력과 관측 자료에 대한 접근의 어려움 때문에 순수이성과 상상력을 발휘하여 우주의 본성을 설명하려던 고대인들의 정신적 발자취를 뒤쫓았다. 그는 코페르니쿠스의 이론이 맞다고 가정한 후 (지구가 행성이라고 가정한 후), 특히 세 가지 질문에 대해 답을 찾고자 노력하였는데,
(1) 우주에는 왜 행성이 여섯 개인가?
(2) 왜 행성들은 일정한 간격을 유지하여 위치하는가?
(3) 왜 태양으로 멀리 떨어진 행성들은 느리게 움직이는가?
였다.

#### 케플러의 기하학적 우주모델 설립
1595년 7월 9일, 목성과 토성의 합의 패턴에 대해 강의를 하던 중 (1),(2)에 대한 답이 생각이 났다고 한다. 각각의 합은 이전의 합보다 8개의 황도 12궁만큼 떨어진 곳에서 약 20년을 주기로 발생하였고 케플러는 이에 따라 도해를 그렸다. 

목성과 토성의 합에 관한 케플러의 천문학적 도해

 선들로 만들어진 안쪽의 원의 반지름과 바깥 원의 반지름의 비가 목성의 궤도와 토성의 궤도의 비와 거의 일치한다는 것을 발견한 케플러는 행성들의 궤도와 기하학과 어떤 연관성을 가진다고 생각하였다. 이에 따라 고민하던 중, 행성들의 수(6개)와 기하학적 입방체들의 수(5개)와의 연결고리를 찾았고, 그에 따라 기하학적 우주모델을 설립하였다.

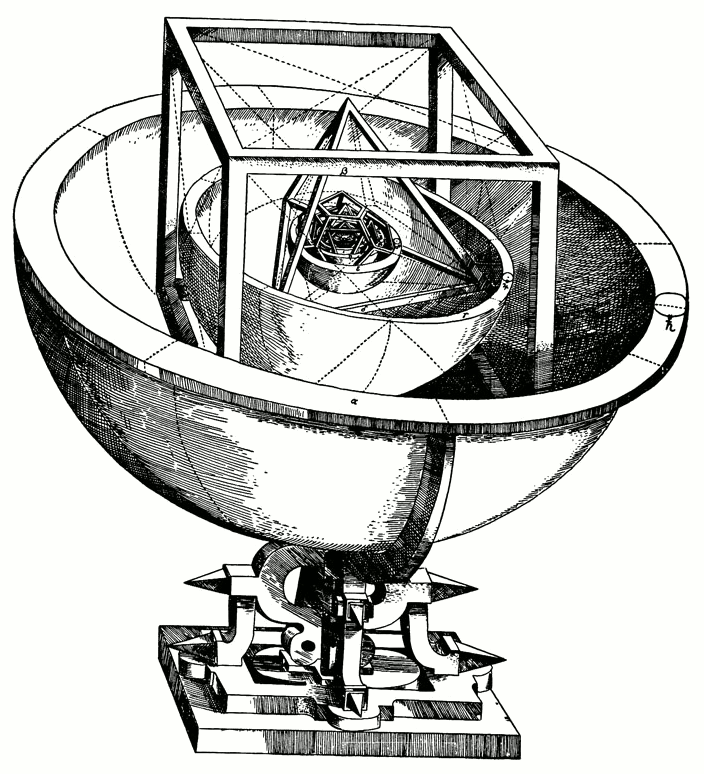
기하학 형태를 띤 채 차례대로 늘어선 케플러의 우주모델

케플러는 입방체들 중 하나를 다른 것 속에 넣은 방식으로 쌓아서 각각의 경우에 안쪽에 있는 입방체들의 모서리들이 그 입방체를 둘러싸고 있는 구의 표면에 접하도록 하고, 이어서 구는 그 다음 입방체 표면의 안쪽 측면에 닿게 하여 이렇게 나머지 다섯 개의 유클리드 입방체(정육면체, 정사면체, 정십이면체, 정이십면체, 정팔면체)들을 나열하면, 가장 안쪽에 있는 입방체 내부는 물론 가장 바깥쪽 입방체의 외부에 있는 구가 놓이게 됨에 따라 6개의 구가 나란히 늘어서게 되어 각각이 행성의 궤도가 된다고 생각하였다. 즉, 태양을 가장 안쪽으로 하여 정팔면체를 두고 수성의 궤도를 나타내는 구로 그것을 둘러싸도록 한 다음, 그 뒤를 정이십면체, 정십이면체, 정사면체, 정육면체가 따르도록 함으로써 행성들의 궤도가 일정한 간격을 유지하도록 구를 배치한 것이다. 이에 따라 그는 (1),(2)에 대한 그의 답을 달았고 이어 1597년 우주의 신비(Mysterium Cosmographicum)에서 (3)에 대한 답도 달았는데 행성들은 태양에서 뻗어나와 그것들을 밀고 있는 힘 (그는 이 힘을 활력이라 하였다.)에 의해 궤도를 따라 계속해서 돌고 있기 때문에 태양에서 멀어질수록 활력이 작아질 것이므로 천천히 돌 수 밖에 없다고 주장하였다.

#### 행성운동에 대한 새로운 생각: 케플러 법칙

##### 케플러 제 1법칙: 타원궤도의 법칙 & 케플러 제 2법칙: 면적속도 일정의 법칙
현재에는 케플러 제 1법칙을 타원궤도의 법칙, 2법칙을 면적속도 일정의 법칙으로 배움으로 마치 그가 행성의 궤도는 타원궤도임을 먼저 발견한 후 면적속도 일정의 법칙을 발견한 것으로 알려져 있지만, 실은 그렇지 않다. 1602년에 이르러 '이심'원형궤도로 한참 화성의 궤도를 연구하던 중, 케플러는 태양과 태양의 둘레를 따라 돌고 있는 행성을 연결하는 가상선은 동일한 시간에 동일한 면적을 휩쓸고 지나간다는 결론에 이르렀고 이를 발견하고도 한참 뒤에 궤도의 형태가 타원형임을 밝혔다.

행성의 타원궤도(케플러 제 1법칙)과 면적 속도 일정의 법칙(A1=A2)

행성들은 태양을 한 초점으로 두는 타원운동을 한다는 이 법칙은 이전에 행성이 태양을 중심으로 원운동한다고 믿어왔던 것을 뒤집은 법칙이다. 이 법칙으로 소원, 이심을 비롯한 초기 우주모델의 복잡다단한 요소들이 제거되었고, 중첩된 입방체라는 케플러의 초기 신비주의적, 기하학적 우주모델도 철퇴되었다. 케플러의 전체적 사상은 1609년 새로운 천문학Astronomia Nova에 출간되었다.

##### 케플러 제 3법칙: 조화의 법칙
케플러의 마지막 위대한 업적 중 하나로 꼽히는 것이 바로 1619년 세계의 조화 Harmonice Mundi의 책의 편찬이다. 비록 신비주의적인 내용으로 가득 차 있지만 현재 케플러의 제 3법칙, 행성이 태양의 둘레를 한바퀴 도는 데 걸리는 시간(주기)와 태양에서 그 행성까지의 거리가 긴밀히 연결되어 있다는 아이디어가 어떻게 떠올랐는지, 그리고 그 후 어떻게 완성되었는지에 대해 수록되어 있다. 케플러 제 3법칙이란 어떤 두 행성의 주기의 제곱은 태양에서 그 행성들까지 거리의 세제곱에 비례한다는 것이다.

### 갈릴레오 갈릴레이의 우주모델
1564년 2월 15일에 피사에서 태어났던 갈릴레오 갈릴레이(Galileo Galilei)는 코페르니쿠스의 지동설을 지지하였고 그에 뒷받침할 여러 가지 근거를 제시하였다. 그는 배율이 높은 망원경을 발명함으로써, 우주의 천체들을 관측할 수 있는 방법을 발달시켰고, 실제로 자신이 직접 만든 망원경으로 수 많은 관측을 하였으며 이를 바탕으로 다양한 사실을 발견하였다.

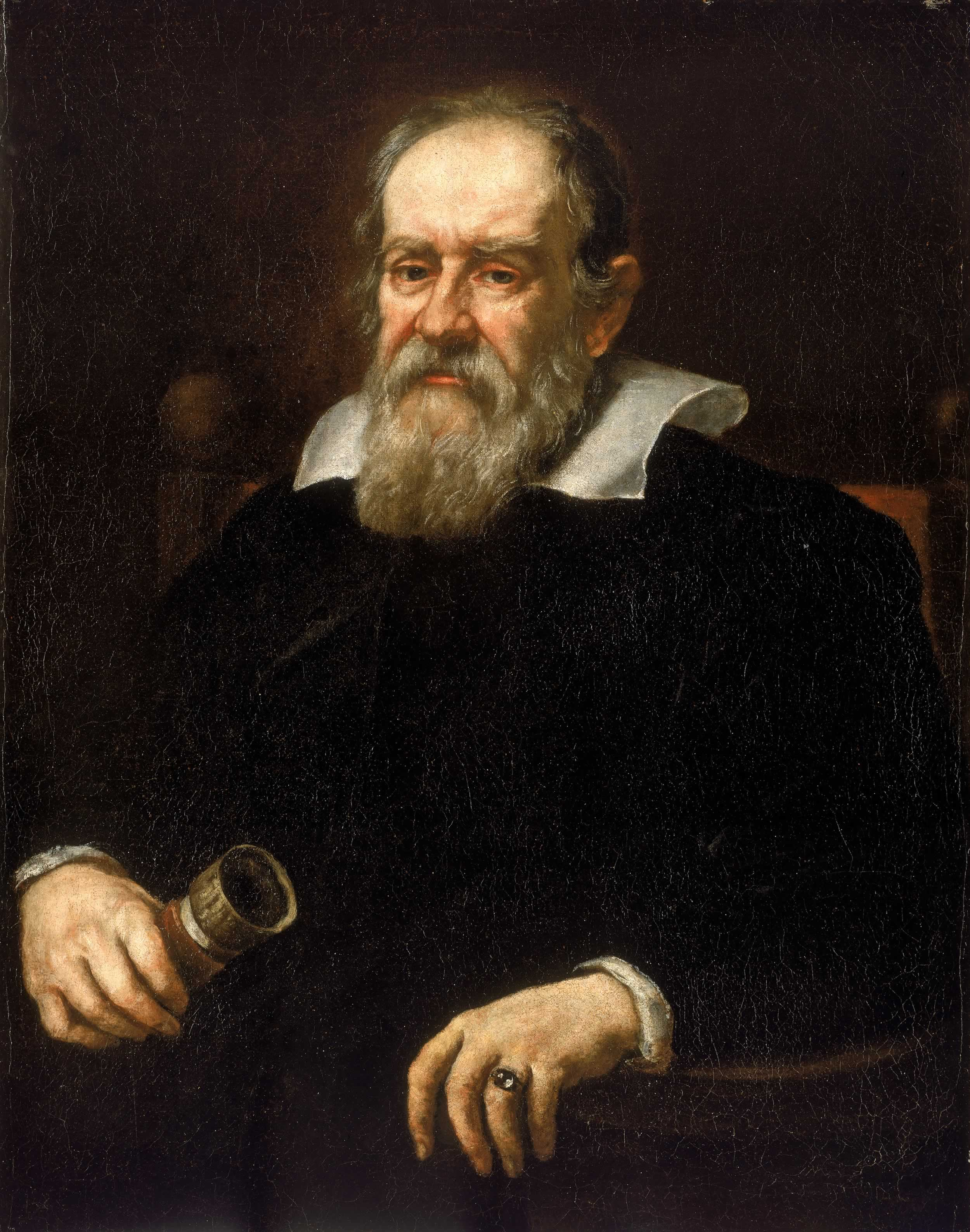
갈릴레오 갈릴레이

#### 초신성 연구
1604년 10월, 갈릴레오는 군대를 위한 작업에서 치밀한 조사를 통해, 새로운 별이 주변의 별들과 마찬가지로 전혀 움직이지 않는다는 점을 입증하였고, 그 별 또한 다른 별들과 마찬가지로 지구에서 멀리 떨어져 있다고 주장하였으며, 천체는 변함이 없다는 아리스토텔레스의 개념을 논박하였다.

#### 갈릴레오의 관측
갈릴레오는 자신이 직접 만든 망원경으로 여러 가지 관측을 하였다. 그 당시의 일반적 견해는 달은 불투명하고 딱딱하며 매끈한 데다 밝게 빛난다는 것이었는데, 1609년 갈릴레오는 그 장비로 달의 표면이 완전하게 매끄러운 구가 아니라 분화구가 있으며, 산맥들이 있다는 사실을 발견하였다. 또한 그는 은하수가 수없이 많은 별들로 이루어져 있다는 사실을 발견하였다. 이러한 발견들은 1610년 3월에 출판된 별들의 소식(Siderius Nuncius)에 실려 있다.

#### 목성의 위성 관측
갈릴레오는 자신의 망원경으로 목성을 관측하였다. 그 관측을 통해 목성이 양극이 약간 납작한 큰 구라는 것을 알게 되었다. 또한 그는 1610년 1월 7일 목성을 관측하던 중, 목성의 위성 4개를 발견하였다. 그 당시 코페르니쿠스 체계였던 지동설, 즉 태양 중심설에 대한 한 가지 반론으로 달은 분명히 지구 주위를 돌고 있다는 것이 있었다. 그러나 갈릴레오의 목성의 위성 관찰은 지구의 위성인 달도 예외가 아니라는 것을 뜻하였고 코페르니쿠스 모델의 정확성을 뒷받침해주는 결정적 증거가 될 수 있었다. 또한, 예전부터 소요학파들이 사용했던 대표적인 반증사례는, 달이 지구 둘레를 돌고 있으므로 동시에 지구가 태양의 둘레를 도는 것이 불가능하며, 그렇게 되면 지구와 달이 서로 떨어져버리게 된다는 것이었다. 뭔가의 둘레를 돌고 있음이 확실한 목성과, 그 둘레를 돌고 있는 위성 네 개를 발견함으로써, 갈릴레오는 지구가 움직이고 있더라도 달이 지구를 일정한 궤도로 도는 것이 가능하다고 주장하였다.

##### 갈릴레이 위성
갈릴레오가 발견한 목성의 위성 4개는 현재 그를 기리기 위하여 갈릴레이 위성(Galilean moon)이라고 불린다. 그 위성들의 이름은 각각 이오(Io), 유로파(Europa), 가니메데(Ganymede), 칼리스토(Callisto)이다. 처음에 그는 코시모를 기리기 위해 이 위성들의 이름을 메디치의 별들이라 불렀지만 현재 천문학자들은 이 위성들을 목성의 갈릴레이 위성이라고 부른다. 이오는 갈릴레이 위성 중 가장 안쪽에서 돌고 있는 위성으로 지름이 3642km인 태양계에서 네 번째로 큰 위성이다. 400개 이상의 화산이 있어, 태양계에서 지질학적으로 가장 활발한 천체 중 하나이다. 또한 대부분의 다른 위성들과는 다르게, 이오는 녹은 철이나 황화철로 둘러싸인 규산염으로 이루어져있다. 유로파는 목성에 두 번째로 가깝게 돌고 있는 위성으로 지름은 지구의 위성보다 조금 작은 3121.6km이다. 이 위성의 표면은 이오와는 다르게 매끄럽고, 겉은 얼음 층, 안은 물로 이루어져 있다고 생각된다. 유로파는 규산염으로 이루어졌고, 주로 산소로 이루어진 대기층을 가지고 있다. 다음으로 가니메데는 세 번째로 안쪽에서 돌고 있는 위성으로 지름이 5262.4km인 태양계에서 가장 큰 위성이다. 또 이 위성은 액체 철의 핵의 대류로 인해 지자기권을 생성하고 얇은 산소 대기층을 가진다. 마지막으로 칼리스토는 갈릴레이 위성 중 가장 바깥에서 도는 위성으로 지름은 4820.6km이고 태양계에서 세 번째로 큰 위성이다. 칼리스토는 이산화탄소와 산소로 이루어진 매우 얇은 대기층으로 둘러쌓여있다.

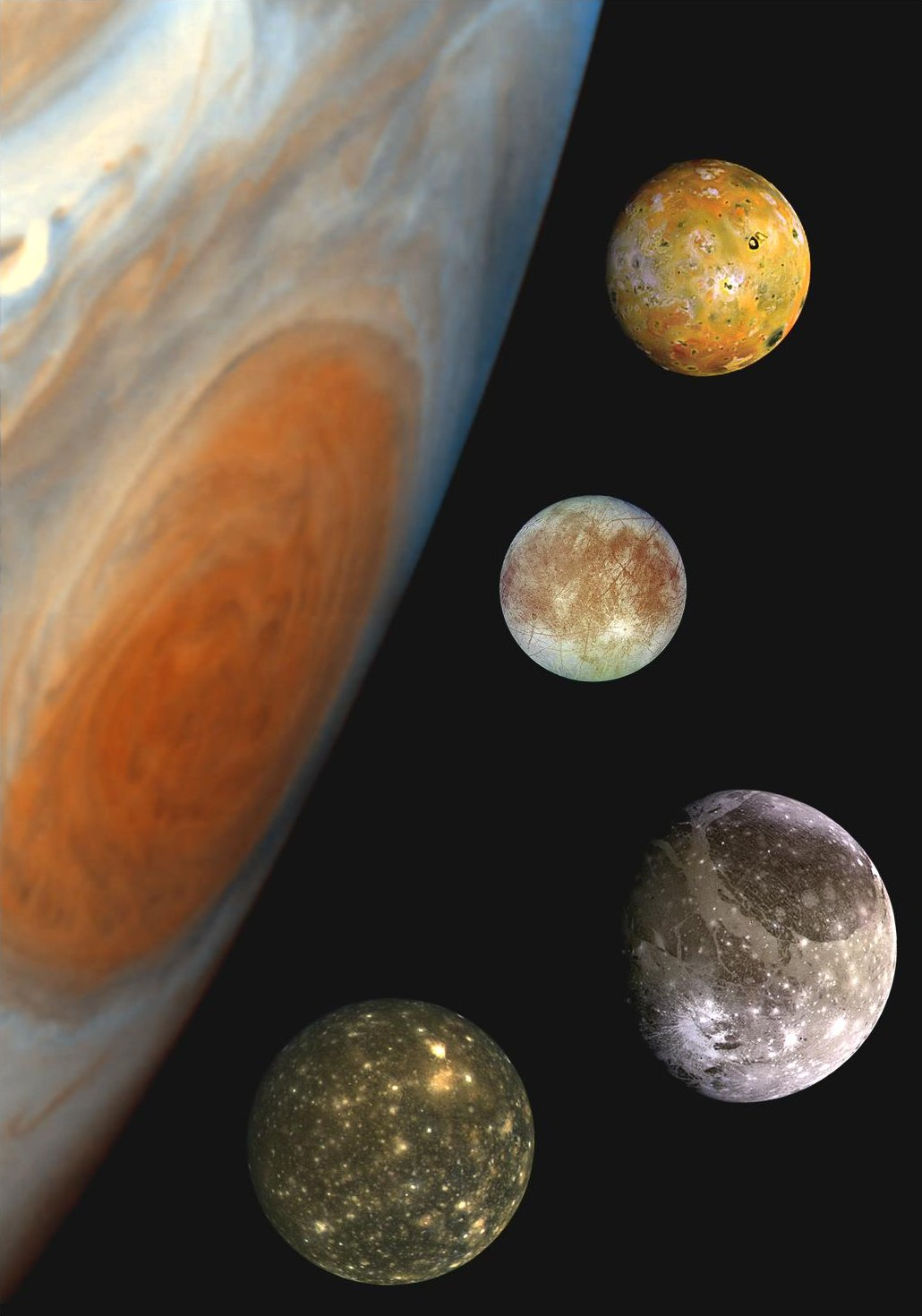
갈릴레이 위성

#### 갈릴레이의 사고실험
갈릴레오는 운동하던 물체가 멈추는 것은 물체와 접촉면 사이에서 생기는 마찰력 때문이며, 마찰력이 작용하지 않는다면 힘이 작용하지 않아도 일단 움직인 물체는 등속직선운동을 할 것이라고 생각했다. 그는 경사로를 따라 굴러 내려온 공을 다시 경사로를 따라 올라가도록 굴렸을 때, 마찰이 없다면 경사의 기울기에 상관없이 공은 출발한 곳과 같은 높이만큼 다시 굴러서 올라간다고 생각했고 따라서 빗면의 경사를 계속 낮추어 평지가 되면 공은 같은 높이에 영원히 도달할 수 없기 때문에 영원히 운동할 것이라고 주장하였다. 그는 이러한 사고실험을 통해 물체가 힘을 받지 않는다면 등속직선운동을 할 것이라는 관성의 개념을 발견했다. 이 발견은 행성이 움직이기 위해 계속 힘을 작용해 줄 필요가 없다는 것을 의미하였다. 하지만 갈릴레오는 만유인력까지는 생각해 내지 못하였기 때문에, 행성이 직선적으로 우주 속으로 날아가지 않고 원운동을 한다는 사실은 설명하지 못하였다.

## 그 이후의 우주론

### 윌리엄 길버트의 우주모델
길버트는 자석으로 여러 가지 실험을 하였던 물리학자로, 그는 지구가 북극과 남극을 지닌 거대한 자석이라고 주장하였다. 또한 그는 지구가 정지해 있다는 튀코 브라헤의 학설을 뒤집고 지구가 자신의 축을 중심으로 회전하고 있다(자전하고 있다)는 설을 설득력 있는 이론으로 전개했다. 지구 자전설은 ‘만약 지구가 하루에 한 번 회전한다면, 어떻게 해서 지구 위에 있는 물체가 우주 공간으로 날아가지 않고 지구 표면에 머물러 있을까?’라는 새로운 의문을 야기시켰다. 길버트는 자석의 인력이 물건들을 지구에 붙들어 매고 있고 더 나아가 지구의 대기가 우주로 날아가는 것을 방지하는 것도 지자기라고 주장했다. 대답하였다. 비록 그의 생각은 틀렸지만, 이 의문은 이전까지 별로 관심을 가지지 않았던 시대에 인력 이론의 길을 텄다는 점에서 의의를 가진다.

### 아이작 뉴턴의 우주모델
1643년 1월 4일에 태어난 아이작 뉴턴은 인류 역사상 가장 영향력 있는 사람 중 한 명이며, 그의 대표적인 저서로는 역제곱법칙과 운동의 3법칙을 설명한 자연철학의 수학적 원리(Philosophiae Naturalis Principia Mathematica, 1687), 광학(opticks) 등이 있다. 자연철학의 수학적 원리는 프린키피아(Principia)로 불리기도 한다.
그는 달이나 행성을 타원 궤도로 움직이게 하는 것이 무엇인가에 관해 깊이 생각하였는데, 이는 유명한 이야기로 알려져 있듯이 사과가 떨어지는 것을 보고 해결할 수 있었다. (물론 이 이야기가 실제로 있었던 사건이라는 증거는 없다.) 그는 사과를 지구로 끌어당기는 힘과 같은 자력이 행성에도 작용할지 모른다고 생각하였고, 이를 프린키피아에서 소개하였다. 그는 그의 저서, 프린키피아에서 관성과 보편중력(만유인력)의 개념을 통해 우주의 모든 물체 사이의 상호인력을 설명하였고, 우주만물을 수학적으로 설명할 수 있었다. 프린키피아 3권에서 뉴턴은 태양과 달의 보편중력이 지구의 각 지점을 당기는 인력의 차이로 지구의 조석현상인 밀물과 썰물을 설명해냈다. 이는 천상과 지상에 같은 운동법칙들과 힘이 작용한다고 생각한 것이므로, 전 우주에 동일한 자연법칙이 성립한다는 것을 의미하였다. 이와 같이 뉴턴은 우주가 겉으로 보기에는 복잡해 보일지 모르지만, 그 기원은 비교적 단순한 근본 요소들이기 때문에 새롭게 눈을 뜨기만 한다면 얼마든지 우주의 작동원리를 이해할 수 있다는 사실을 일깨워주었다. 또, 그는 행성의 속도 변화 문제에 관심을 가졌다. 여기서, 그는 이 문제를 해결하기 위해 유율(fluxion)이란 것을 생각해냈다. 유율은 오늘의 미적분에 해당한다고 할 수 있다.

#### 만유인력의 법칙
뉴턴은 케플러의 법칙을 연구해 좀 더 일반적인 법칙을 도출해냈다. 그것이 만유인력의 법칙이다. 케플러의 법칙은 행성에 관한 것이지만 뉴턴의 법칙은 행성뿐만 아니라 우주의 모든 물체에 적용할 수 있다. 뉴턴의 중력이론은 ‘질량m과 M을 가진 두 물체가 거리 r만큼 떨어져 있을 때, 그 사이에는 m과 M에 비례하고 거리 r의 제곱에 반비례하는 인력이 작용한다’는 것이다. 만유인력은 매우 약하다. 예를 들어 두 전자 사이에 작용하는 전자기력과 만유인력을 비교하면 전자기력이 약 10^36배 강하다는 것을 알 수 있다. 그러나 전자기력에는 양극과 음극이 모두 존재해 인력과 척력이 모두 작용하여 상쇄되는 측면이 있다. 반면 중력은 양의 질량과 인력만 있기 때문에 점진적으로 강해진다. 그래서 천체 운동과 같은 우주 규모의 현상을 다룰 때는 만유인력의 효과가 눈에 띄는 것이다.

### 르네 데카르트의 우주모델
그는 천체론(Le monde)에서 코페르니쿠스와 갈릴레이의 지동설이 세계에서 어떤 원리로 작용하는지에 대하여 논하였다. 그는 와류이론을 주장하였는데 와류이론이란 에테르라는 작은 입자들이 천체나 태양 주위에서 거대한 회전을 일으킨다는 것이다. 이는 소용돌이를 일으키고 지구는 태양의 소용돌이 흐름에 있는 것이며 달도 같은 원리로 지구의 소용돌이에 의해서 운반되고 있다고 주장하였다.

### 18세기 이후의 우주론
18세기 이후에 수많은 우주론이 등장했다. 임마누엘 칸트와 요한 람베르트는 우주는 무한하며 안정된 상태라고 하며 우주는 Hierarchical universe를 구조로 하고 있다고 주장했다. 그 이후 아인슈타인이 우주상수의 개념을 도입하여 우주론의 개념을 확장시켰다. 그리고 르메트르와 가모프 허브의 팽창설로부터 우주 내의 모든 물질을 포함하는 초원자가 폭발한 결과 팽창하는 우주가 되었다는 대폭발 이론이 있으며 우주 공간 내의 어느 방향에서나 2.7K의 흑체에서 방출되는 배경 복사, 즉 우주 마이크로파 배경이 관측되는데 이는 우주 대폭발 후 우주의 온도인 3000K일 때 방출되었던 우주가 팽창하면서 식어 현재 온도가 2.7K인 복사가 관측된다. 본디와 골드가 주장한 정상 우주론은 우주는 항상 지금과 같은 모양으로 존재한다는 이론이며 우주가 팽창하여 은하사이에 새로운 공간이 생길시 새로운 물질이 생겨나 우주의 밀도는 언제나 같다고 설명한다. 가모프가 진동 우주론을 주장하였는데 진동 우주론이란 우주는 유한하고 팽창과 수축을 반복하며 팽창을 계속하다가 우주의 크기가 한계에 도달하면 중력에 의해서 다시 수축하고 대폭발 이전의 우주로 돌아가서 대폭발을 다시 일으키고 이로 인해 우주는 또다시 팽창한다는 이론이다. 이외에 대폭발 이론을 보완해주는 급팽창 이론과 다중 우주론, 평행 우주론과 같이 우주의 구조를 설명하는 많은 이론들이 나왔으며 이 이론들에 대한 연구는 진행 중이다.

#### 아인슈타인의 우주모델
1917년 알베르트 아인슈타인은 자신의 일반 상대성 이론에 기초한 우주의 모델을 제안하였다. 그는 장방정식이라는 물질, 복사, 중력의 상호작용을 수학적인 항으로 나타내는 방정식을 유도하였다. 현대의 우주론은 대부분 이 장방정식의 해를 구하고 이를 관측 데이터에 의해서 검증하는 것이다. 아인슈타인의 우주 모델은 균질, 등방이고 공간은 구대칭이며 체적은 유한하고 경계는 없다. 그러나 그의 모델은 정적인 우주로서 이를 위해서 그는 그의 방정식에 우주론 상수라는 임의의 힘을 추가시켰다. 그러나 후에 허블에 의해서 우주의 팽창이 발견되면서 아인슈타인의 정적인 모델은 팽창 모델로 수정되어야 했다. 이에 관해 아인슈타인은 ‘내 생애 가장 큰 오류’였다는 말을 남겼다.
일반 상대론에서는 중력과 가속도는 상응하는 것으로 물체가 중력장 속을 통과할 때에는 물체의 운동방향이 중력에 의해서 바뀌게 된다. 즉, 물체는 휜 공간을 따라 움직이게 된다는 것이다. 물질을 포함하고 있는 우주에서도 이와 같은 규칙이 적용된다. 이 때 움직이는 물체의 궤적이 휘어지는 현상을 보고 공간이 휘어 있다고도 말한다. 여기서 공간이 휘는 정도는 우주의 전체질량에 따라 달라진다. 장방정식의 해는 곡률의 형태와 크기를 나타낸다. 우주의 미래도 이 곡률이 어떠하냐에 따라 달라지게 된다. 따라서 현대 우주론의 중심 과제는 이 세 가지 가능성 중에서 어떤 것이 옳으냐를 결정하는 데 있다.